# Морозов, Павел Матвеевич
Па́вел Матве́евич Моро́зов (1907—1982) — советский физик, специалист в области физической электроники. Доктор физико-математических наук (1951). Лауреат Сталинской премии (1953).

## Биография
Родился в крестьянской семье. Трудовую деятельность начал в 1923 году — чернорабочим, затем электромонтёром в Ленинграде.
Учился на рабфаке. В 1931 году поступил на физический факультет Ленинградского университета, по окончании которого его оставили в аспирантуре. Занимался электроникой. Кандидатская диссертация была посвящена вторичной электронной эмиссии. Работал доцентом в Ленинградском университете.
С началом войны ушёл добровольцем на фронт. В 1941—1945 годах служил в Красной Армии. Участвовал в обороне Ленинграда. Затем был отозван из армии для решения оборонных задач. Его работы сыграли важную роль при создании различного типа фотокатодов.
С 1945 года по приглашению И.В. Курчатова работал в Лаборатории № 2 Академии наук СССР (Лаборатория измерительных приборов АН СССР — ЛИПАН, ныне Курчатовский институт). В 1946 —1951 годах — начальник сектора ионных источников в отделе Льва Арцимовича.
В 1950—1953 годах — научный представитель ЛИПАН, заместитель директора и одновременно начальник экспериментального отдела завода № 814 по электромагнитному разделению изотопов урана и лития в закрытом городе Свердловск-45 (завод № 418, ныне комбинат «Электрохимприбор» в городе Лесной Свердловской области).
12 августа 1953 года в СССР была испытана первая водородная бомба. Её мощность зависела и от количества лития-6, именно его и выделил на 20-камерной установке СУ-20 Павел Морозов на Северном Урале.
В 1950-е годы главным направлением его научной деятельности явилось создание основ физики и техники получения интенсивных ионных пучков.
Награждён орденом Ленина, многочисленными медалями. Лауреат Сталинской премии за 1953 год.
Профессор МИФИ.
Похоронен на Ваганьковском кладбище.

## Награды и звания
- Сталинская премия I степени 1953 года — за разработку и внедрение в промышленность электромагнитного метода разделения изотопов и получение этим методом лития-6[3][4].